# Province de Quảng Nam
Quảng Nam est une province de la région de la Côte centrale du Sud du Viêt Nam.

## Transports

### Routiers
La route nationale 1A traverse l'est de la province. 
Tam Kỳ et la zone économique de Chu Lai sont situées le long de cette route, tandis que Hội An est à environ 10 km à l'est de celle-ci. 
La route nationale 14 va de la Province de Thừa Thiên-Huế à l'ouest de Quảng Nam jusqu'au district de Gk Glei dans la province de Kon Tum dans les hauts plateaux du centre. 
Elle est reliée à la route nationale 1A par la route nationale 14B au nord et par la route nationale 14E au centre de Quảng Nam.
Elle est reliée à la frontière entre le Laos et le Viêt Nam par la route nationale 14D.

### Ferroviaires
Le chemin de fer Nord-Sud du Viêt Nam traverse la province.
Certains trains desservent la gare de Tam Kỳ .

### Aérien
L'aéroport international de Đà Nẵng est situé à Đà Nẵng, juste au nord de Quảng Nam. 
L'aéroport de Chu Lai est situé dans le district de Núi Thành dans le sud de la province à proximité de la province de Quảng Ngãi, desservant la zone économique de Chu Lai.

## Divisions administratives
Quảng Nam regroupe 1 ville de niveau district Điện Bàn, 2 villes provinciales Hội An  et Tam Kỳ ainsi que 15 districts:
- Bắc Trà My
- Duy Xuyên
- Đại Lộc
- Điện Bàn
- Đông Giang
- Hiệp Đức
- Nam Giang
- Nam Trà My
- Núi Thành
- Phú Ninh
- Phước Sơn
- Quế Sơn
- Tây Giang
- Thăng Bình
- Tiên Phước
- Nông Sơn

## Source
1. ↑  Area, population and population density in 2012 by province, General Statistics Office Of Vietnam (lire en ligne)